# 14-й армейский корпус СС
14-й армейский корпус СС (нем. XIV. SS-Armeekorps) — оперативно-тактическое объединение войск СС нацистской Германии периода Второй мировой войны. Формировался в ноябре 1944 года на Верхнем Рейне. Корпус участвовал в операции «Северный ветер».

## История корпуса
Штаб корпуса был создан 4 ноября 1944 г. в Эльзас Лоране путём переформирования командного штаба по борьбе с бандитизмом. Вспомогательные корпусные части начали формироваться 10 ноября 1944 г. В состав корпуса входили 9-я народно-гренадерская дивизия и различные запасные части, общая численность корпуса составляла 12 000 человек. В декабре корпус вошёл в состав 19-й армии и был расположен в районе Страсбурга. Помимо различных второсортных частей корпусу были приданы два крупнокалиберных орудия на железнодорожных платформах. В начале января 1945 г. части корпуса участвовали в операции «Северный ветер». В конце января штаб корпуса и его вспомогательные части были обращены на формирование 10-го армейского корпуса СС. В марте 1945 года из состава соединений группенфюрера СС Хайнца Райнефарта отошедших из Кюстрина был снова сформирован 14-й армейский корпус СС.

## Состав корпуса
Ноябрь 1944:
- 9-я народно-гренадерская дивизия
- Переформируемые смешанные батальоны
- Подразделения фольксштурма
- Пограничные части
- 2 железнодорожных орудия

Общая численность: 12 000 человек
Январь 1945:
- 553-я народно-гренадерская дивизия
- 10-я парашютная дивизия
- Дивизия «Хютер»
- Батальон сопровождения Рейхсфюрера СС
- 41-я полицейская моторизованная рота СС

## Командующие корпусом
- обергруппенфюрер СС и генерал войск СС и полиции Эрих фон дем Бах (ноябрь 1944 — 25 января 1945)
- группенфюрер СС и генерал-лейтенант войск СС и полиции Хайнц Райнефарт (март — май 1945)